# 岡村新三郎
岡村 新三郎（おかむら しんさぶろう / しんざぶろう、1847年5月31日（弘化4年4月17日）- 1921年（大正10年）1月4日）は、日本の農業経営者、政治家。衆議院議員、埼玉県大里郡熊谷町長、同北埼玉郡下忍村長。

## 経歴
武蔵国埼玉郡樋上村（のちの埼玉県北埼玉郡下忍村大字樋上、現:行田市）で生まれる。忍藩士から漢学を学んだ。農業を営む。
明治3年（1870年）、樋上村名主役となる。副戸長、戸長、長野村連合戸長、下忍村会議員などを務め、1890年、初代熊谷町長に就任。その後、埼玉県会議員、北埼玉郡会議員、同議長を歴任。
1902年8月、第7回衆議院議員総選挙で埼玉県選挙区から立憲政友会所属で出馬して当選。次の第8回総選挙でも当選し、衆議院議員を二期務めた。
晩年は下忍村長を務めた。

## 逸話
板垣退助を私淑し「埼玉の板垣」と称された。